# Sigarenindustrie (Veenendaal)
De plaats Veenendaal heeft, naast de wolindustrie, op het eind van de 19e eeuw en in de 20e eeuw een bloeiende sigarenindustrie gekend, die echter geheel verdwenen is.

## Voorgeschiedenis
In de omgeving van Veenendaal, met name in de omgeving van Amerongen, Rhenen en Elst werd reeds gedurende enkele eeuwen tabak geteeld. Dit werd, onder meer in Veenendaal, verwerkt tot pruimtabak, snuiftabak en pijptabak. Dit geschiedde vooral in de vorm van huisnijverheid, maar geleidelijk aan ontstonden er ook kleine industriële bedrijfjes die tabakskerverijen werden genoemd. Tegen het einde van de 19e eeuw waren er drie van zulke bedrijven in Veenendaal.

## Industrie
Naast een aantal kleinere sigarenfabrieken, die alle in de jaren na de Tweede Wereldoorlog failliet zijn gegaan, kunnen twee grotere bedrijven worden genoemd:

### Ritmeester

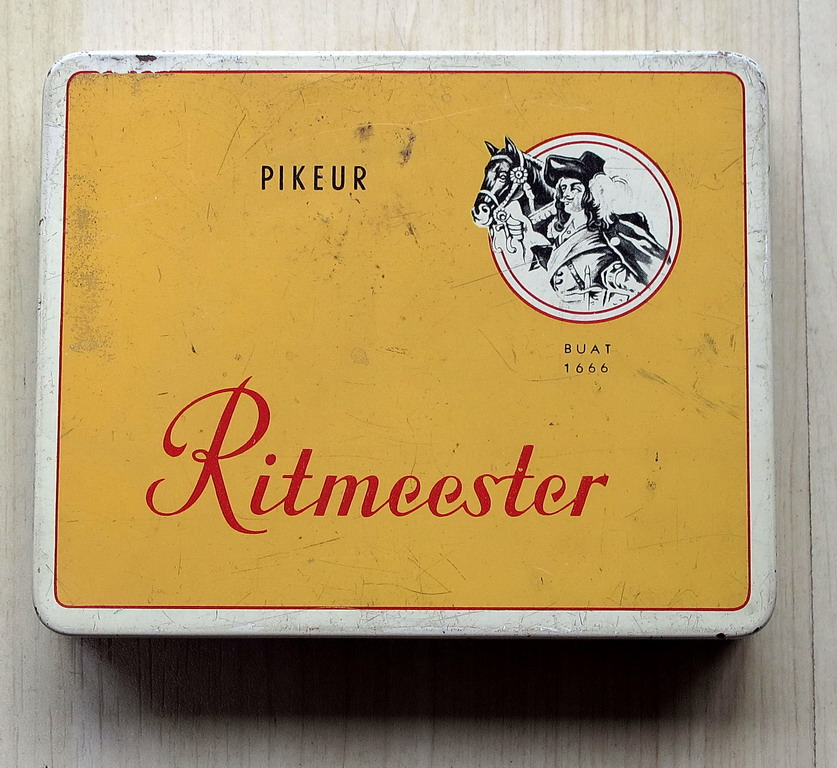
Pikeur sigarenblikje

Jochem van Schuppen begon in 1887 met een tabakskerverij die De Nijverheid heette. In 1889 begon hij ook met een sigarenfabriek, die later de Ritmeesterfabriek zou gaan heten, naar het populaire sigarenmerk. Het sigarenmakersvak, dat eentonig werk inhield, kon men leren op de fabriek, maar Van Schuppen maakte veel gebruik van huisnijverheid: de mensen kochten tabak en dekblad bij de fabriek, en verkochten de daarvan geproduceerde sigaren weer aan de fabriek. Aan deze gezinsarbeid kwam een einde door de cao van 1920.
In 1910 bouwde Van Schuppen een nieuwe fabriek aan de Kerkewijk. Na de Eerste Wereldoorlog kwam er een crisis in de sigarenindustrie, door de introductie van de sigaret en door de import van goedkope sigaren uit Duitsland. Ritmeester introduceerde de bolknak, wat een groot succes bleek te zijn. Dit betekende dat Ritmeester zelfs in de tijd van de economische crisis, de jaren 30 van de 20e eeuw, kon groeien, van 325 naar 1700 werknemers. In 1937 was de textielfabriek Roesingh failliet gegaan, waarop Ritmeester het pand betrok. Ook na de Tweede Wereldoorlog ving de sigarenindustrie aanvankelijk veel mensen op die door de kwijnende wolindustrie werden ontslagen.
Begin jaren zeventig kwam er een crisis in de sigarenindustrie. De groeiende aandacht voor de gezondheidsrisico's van tabak had, hoewel gericht op sigaretten, aanvankelijk een veel sterker effect op de consumptie van sigaren. Ritmeester ging duurdere sigaren maken van de merken Oud Kampen en Hajenius. Ritmeester werd in 1989 overgenomen door het Zwitserse tabaksconcern Burger Söhne. In 2006 werd de fabriek gesloten en de productie overgebracht naar vestigingen te Lübbecke en Treffurt in Duitsland. In 2007 vertrok het hoofdkantoor van Ritmeester Cigars van Veenendaal naar 's-Hertogenbosch, waarmee een einde aan de Veenendaalse sigarenindustrie was gekomen.
Het merk Ritmeester vindt zijn oorsprong in de leverantie van sigaren aan het regiment van de cavalerie te Ede. Op het bandje was een cavaleriepaard afgebeeld met de naam 'Peter', en zo heette ook de sigaar. De Duitsers, aan wie de sigaar eveneens geleverd werd, wilden in 1915 naast het paard ook een officier afgebeeld zien, en zo werd het merk Ritmeester geboren. De Duitse officier werd weldra door een neutraler figuur vervangen, waarvoor Ritmeester Buat model heeft gestaan.

### Panter

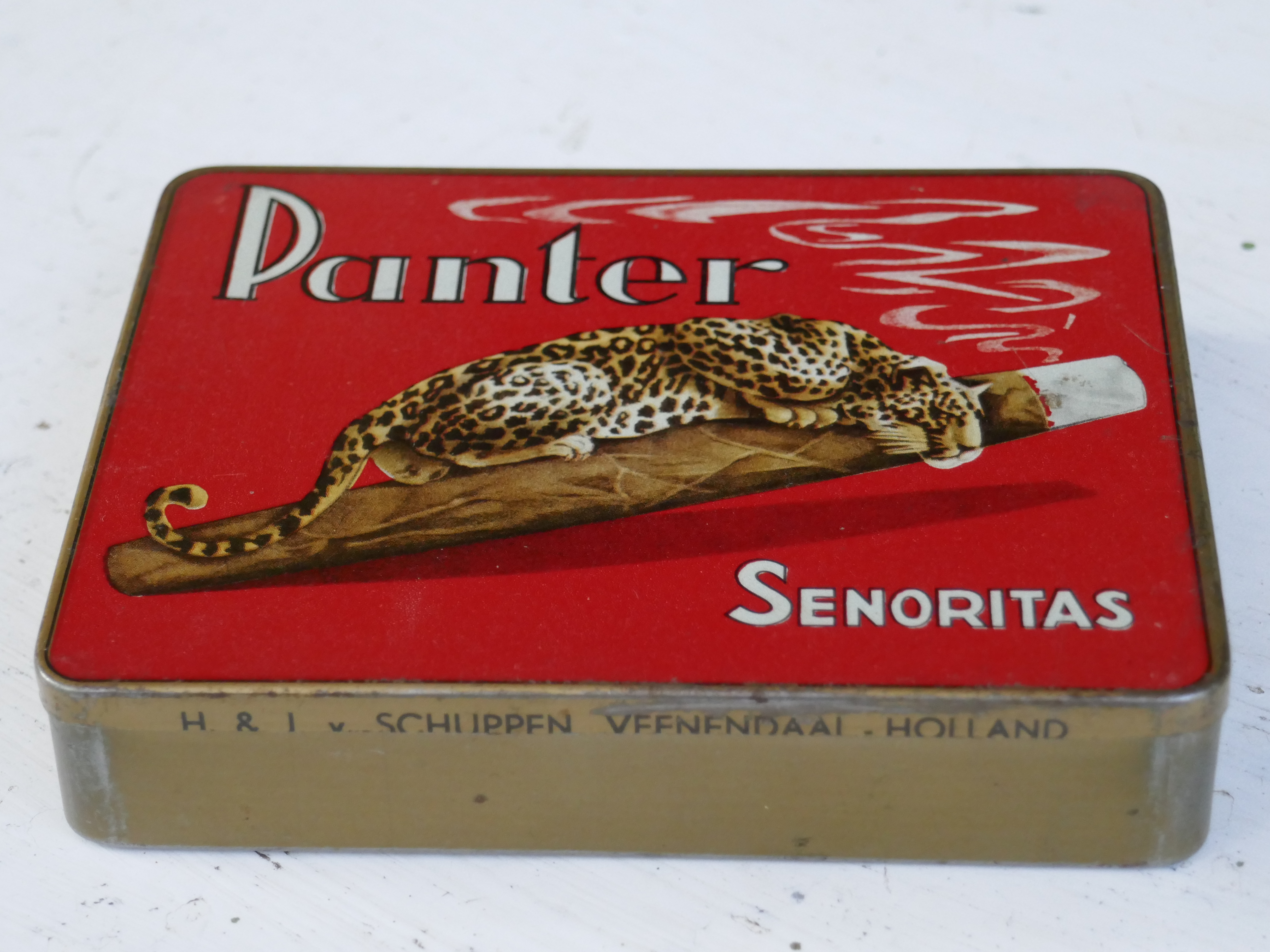
Senoritas sigarenblikje

De Panterfabriek was de tweede grote sigarenfabriek in Veenendaal. Deze werd eveneens door de gebroeders Van Schuppen, zoons van de eigenaar van de Ritmeesterfabrieken, opgericht. Ook deze fabriek werd gehuisvest in een pand van Roesingh, de textielfabriek die in 1937 failliet ging. Men maakte hier Señoritas. Dit bedrijf werd eerst door Douwe Egberts gekocht, later aan Agio te Duizel doorverkocht en de productie verdween uit Veenendaal. Het bedrijf aan Kerkewijk 111 werd in 1991 gesloopt.

## Referentie
- Historisch Museum 't Kleine Veenloo, welke de historie van de Sigaren- en Wolindustrie van Veenendaal met een collectie gerelateerde objecten in kaart brengt.